# Hexalectris spicata
Hexalectris spicata är en orkidéart som först beskrevs av Thomas Walter, och fick sitt nu gällande namn av John Hendley Barnhart. Hexalectris spicata ingår i släktet Hexalectris och familjen orkidéer.

## Underarter
Arten delas in i följande underarter:
- H. s. arizonica
- H. s. spicata

## Bildgalleri

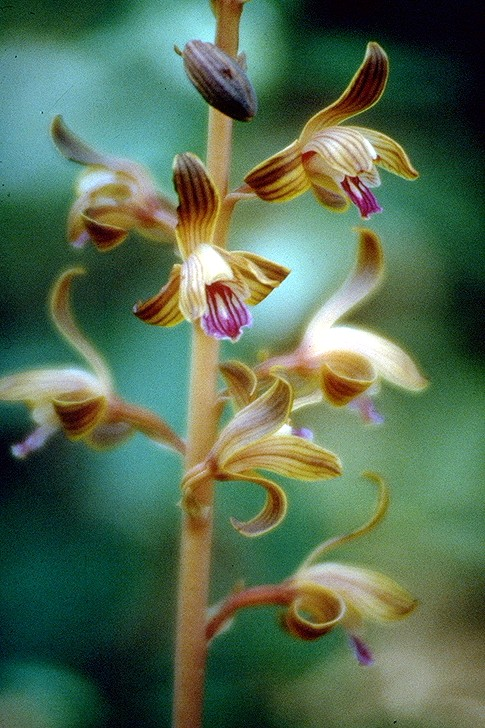